# DNA Hachimoji

Một chuỗi xoắn kép tiêu chuẩn, cấu trúc được giả định bởi DNA hachimoji

DNA Hachimoji (hachi là tiếng Nhật nghĩa là tám, moji là chữ) là axit deoxyribonucleic (DNA) với tám nucleobase - bốn tự nhiên và bốn tổng hợp. Sự tổng hợp của hệ thống tám cơ sở DNA Hachimoji là kết quả của các nghiên cứu được tài trợ bởi NASA. Lợi ích của hệ thống DNA như vậy có thể bao gồm khả năng nâng cao để lưu trữ dữ liệu kỹ thuật số, cũng như hiểu biết sâu sắc về những gì có thể có trong quá trình tìm kiếm sự sống ngoài trái đất. Theo Lori Glaze thuộc Phòng Khoa học Hành tinh của NASA, "Phát hiện sự sống là mục tiêu ngày càng quan trọng của các sứ mệnh khoa học hành tinh của NASA và công việc mới này (với hachimoji DNA) sẽ giúp chúng tôi phát triển các công cụ và thí nghiệm hiệu quả sẽ mở rộng phạm vi những gì chúng tôi tìm kiếm." Nghiên cứu trưởng Steven Benner lưu ý, "Bằng cách phân tích một cách cẩn thận vai trò của hình dạng, kích thước và cấu trúc trong DNA hachimoji, công việc này mở rộng sự hiểu biết của chúng ta về các loại phân tử có thể lưu trữ thông tin trong cuộc sống ngoài trái đất trên thế giới xa lạ."

## Sự miêu tả
DNA tự nhiên là một phân tử gồm hai chuỗi cuộn quanh nhau để tạo thành chuỗi xoắn kép mang các chỉ dẫn di truyền được sử dụng trong quá trình sinh trưởng, phát triển, hoạt động và sinh sản của tất cả các sinh vật sống đã biết và nhiều loại virus. DNA và axit ribonucleic (RNA) là axit nucleic. Bên cạnh protein, lipid và carbohydrate phức tạp (polysacarit), axit nucleic là một trong bốn loại đại phân tử chính cần thiết cho tất cả các dạng sống đã biết. Hai chuỗi DNA còn được gọi là polynucleotide vì chúng bao gồm các đơn vị monome đơn giản hơn gọi là nucleotide. Mỗi nucleotide bao gồm một trong bốn nucleobase chứa nitơ (cytosine [C], guanine [G], adenine [A] hoặc thymine [T]), một loại đường gọi là deoxyribose và một nhóm phosphate. Các nucleotide được nối với nhau trong một chuỗi bằng liên kết cộng hóa trị giữa đường của một nucleotide và phosphat tiếp theo, dẫn đến một đường trục phosphat xen kẽ. Các base nitơ của hai chuỗi polynucleotide riêng biệt được liên kết với nhau, theo quy tắc ghép cặp cơ sở (A với T và C với G), với các liên kết hydro để tạo ra chuỗi DNA kép.
Mặt khác, DNA Hachimoji cũng tương tự như DNA tự nhiên, nhưng khác về số lượng và loại. Các nucleobase không tự nhiên, "nhiều dầu" hơn các base tự nhiên, đã được tìm thấy để tạo ra DNA hachimoji thành công. Một DNA như vậy luôn tạo thành chuỗi xoắn kép tiêu chuẩn, bất kể chuỗi cơ sở nào được sử dụng. Tuy nhiên, một loại enzyme (T7 polymerase) đã được các nhà nghiên cứu điều chỉnh để tạo ra gen hachimoji không tự nhiên, do đó, được sử dụng để tạo ra RNA hachimoji không tự nhiên.

### Cặp cơ sở mới
Trong DNA hachimoji: S liên kết với B, Z liên kết với P (để tạo thành cặp base); dS được sử dụng trong DNA, rS được sử dụng trong RNA.
| base | Tên                                          | Hóa chất | PubChem   |
| ---- | -------------------------------------------- | -------- | --------- |
| P    | 2-Aminoimidazo[1,2a][1,3,5]triazin-4(1H)-one | 10205066 | 135600909 |
| B    | Isoguanin                                    | 69351    | 76900     |
| rS   | Isocytosine                                  | 60309    | 66950     |
| dS   | 1-Methylcytosine                             | 71474    | 79143     |
| Z    | 6-Amino-5-nitropyridin-2-ol                  | 9357814  | 11182729  |

## Về mặt sinh học
Theo các nhà nghiên cứu, DNA hachimoji mới đáp ứng yêu cầu của Schrödinger (tức là "một vật liệu di truyền phải có các khối xây dựng khác nhau, giống như một bảng chữ cái phải có các chữ cái khác nhau") cho học thuyết Darwin. Nhà hóa học nghiên cứu Scripps Floyd Romesberg lưu ý rằng việc phát hiện ra hệ thống DNA hachimoji cho thấy các base tự nhiên (G, C, A và T) "không phải là duy nhất." Tạo các dạng sống mới có thể, ít nhất là về mặt lý thuyết, với hệ thống DNA mới. Tuy nhiên, hiện tại và quan trọng là hệ thống DNA hachimoji không tự duy trì; hệ thống cần một nguồn cung cấp ổn định các khối và protein xây dựng độc đáo chỉ có trong phòng thí nghiệm. Kết quả là, "DNA của Hachimoji không thể đi đến đâu nếu nó thoát khỏi phòng thí nghiệm.

## Các ứng dụng
Các nhà nghiên cứu đã thành lập một công ty, Synthorx, để nghiên cứu một số protein không tự nhiên, được tạo ra do hệ thống DNA hachimoji của họ, như các tác nhân ung thư. Hơn nữa, theo nhóm nghiên cứu, "DNA Hachimoji có thể được sử dụng để phát triển chẩn đoán sạch đối với các bệnh ở người, trong việc lưu trữ thông tin phân tử, mã vạch DNA, cấu trúc nano tự lắp ráp và tạo ra protein có thêm amino acid cũng như các loại thuốc mới. Các phần của DNA này đã được Firebird sản xuất thương mại. " 